# Nove (rete televisiva)
Nove è un canale televisivo italiano privato edito da Warner Bros. Discovery Italia, divisione del gruppo Warner Bros. Discovery, è caratterizzato da una programmazione generalista.
Dal 2016 il direttore di Nove è Aldo Romersa.

## Storia
Il canale nasce a seguito dell'accordo tra l'allora GEDI Gruppo Editoriale e Discovery Italia, avvenuto il 22 gennaio 2015 per la cessione del marchio Deejay TV. Con il passaggio a Discovery Italia, Deejay TV cambia completamente programmazione mettendo in onda film, alcuni eventi sportivi, programmi e documentari condivisi con DMAX, Real Time e Focus e viene aggiunta la scritta del programma in alto a sinistra del logo di rete. Per un anno continua a chiamarsi Deejay TV, marchio ancora di proprietà del gruppo Espresso, e va ancora in onda uno dei programmi cardine, Deejay chiama Italia.
Nella notte tra il 2 e il 3 maggio 2015 va in onda l'incontro di boxe "del secolo" tra Floyd Mayweather Jr. e Manny Pacquiao. Nel maggio 2015 vengono trasmessi gli incontri di calcio della Nazionale italiana Under-17 al campionato europeo di calcio Under-17 2015. Il 30 maggio va in onda la finale della Coppa del Re tra Barcellona e Athletic Bilbao; il 12 settembre, in diretta contemporanea con Eurosport e in esclusiva in chiaro va in onda la finale di US Open tra Roberta Vinci e Flavia Pennetta, diretta che fa segnare al canale i suoi ascolti più alti di sempre, toccando la soglia dei 2 milioni di telespettatori. Successivamente parte anche la trasmissione La grande notte della boxe, in onda il sabato in seconda serata prima degli incontri di boxe trasmessi in diretta.
Il 9 settembre 2015 il canale subisce un restyling grafico, rinnovando gli ident pur mantenendo ancora il logo di Deejay TV. Cambia anche lo slogan: In caso di noia premere 9 e la scritta del programma in onda, passa in alto a sinistra dello schermo.
Nell'autunno 2015 debuttano nuovi programmi tra cui le versioni italiane di format come Hotel da incubo, L'isola di Adamo ed Eva, Tanto vale, Cucine da incubo, quest'ultimo proveniente da Sky Italia, e lo show autoprodotto Undressed.

### Il passaggio da Deejay TV a Nove
Dal 22 febbraio 2016 il canale assume la nuova denominazione, adottando un nuovo logo ma mantenendo inizialmente il logo di Deejay TV all'interno. Il canale viene, quindi, identificato come Deejay TV - Nove mentre cambiano il portale web, da quel momento NOVE.tv e i promo, nei quali l'emittente viene citata semplicemente come Nove.
Il 22 maggio 2016 va in onda la finale della Coppa del Re. Il 14 e il 17 agosto 2016 va in onda in diretta esclusiva per l'Italia le finali di andata e ritorno della Supercopa de España.
Il 3 ottobre 2016 il canale diventa semplicemente Nove, abbandonando definitivamente il marchio Deejay TV, successivamente rilanciato da un nuovo editore su un'altra frequenza.
Nell'autunno 2016 ritorna Hotel da incubo Italia con la seconda stagione, Undressed con la terza stagione e la nuova stagione di Deejay chiama Italia. Inoltre arrivano molti nuovi programmi del canale tra cui il game show Boom!, condotto da Max Giusti e in onda dal lunedì al venerdì nell'access prime time del canale, la prima edizione del talent show culinario per cuochi professionisti Top Chef Italia, Undressed UK, prima edizione estera del fortunato format di Magnolia, e Ninja Warrior Italia, versione italiana del game show di origine giapponese condotta da Gabriele Corsi, Carolina Di Domenico, Federico Russo e Massimiliano Rosolino, in onda la domenica in prima serata, Giancarlo Giannini racconta la meraviglia della Scienza, condotta dal famoso attore Giancarlo Giannini, in onda il venerdì in prima serata, e uno speciale Terror Studios condotto da Roberto Saviano.
Dal 23 gennaio 2017 il canale rinnova nuovamente logo e grafica, introducendo il nuovo slogan «Unico nel tuo genere». Inoltre la luminosa di rete passa in alto a sinistra, mentre la scritta del programma in onda, passa in alto a destra.
Nel marzo 2017 debuttano il nuovo programma di Maurizio Crozza Fratelli di Crozza, lo show musicale di origine coreana Hidden Singer, nuove puntate di Il ricco e il povero e Undressed e due programmi con Antonino Cannavacciuolo, 'O mare mio, e la nuova stagione di Cucine da incubo.
In contemporanea a queste novità iniziano le trasmissioni in alta definizione, prima sul digitale terrestre il 5 gennaio e poi sulle piattaforme satellitari Sky Italia il 1º marzo e Tivùsat il 27 febbraio.
Nella stagione 2017-2018, oltre alle riconferme di Boom! e Fratelli di Crozza, sono tornati in onda Top Chef Italia con la seconda edizione e altre novità quali Kings of Crime con Roberto Saviano e La confessione condotto da Peter Gomez in onda il venerdì sera in seconda serata dal 12 ottobre 2017; in questa trasmissione Gomez intervista per 30 minuti alcuni personaggi famosi.
Il 12 marzo 2018 viene aggiunta la D del logo Discovery alla sinistra del logo di rete, uniformandosi agli altri canali free.
Nella notte tra il 1º e il 2 agosto 2018 è andata in onda in diretta la partita tra MLS Best Player e Juventus, replicata poi in differita il 2 agosto in prima serata.
Il 19 e il 20 marzo 2019 va in onda in prima visione italiana ed in prima serata il documentario Leaving Neverland. Il documentario accusa ancora una volta Michael Jackson di pedofilia.
Il 24 giugno 2019 va in onda un altro documentario in prima visione italiana ed in prima serata sul cantante statunitense, Killing Michael Jackson. Il documentario è creato e trasmesso per il decimo anniversario dalla scomparsa dell'artista, mostra nuovi filmati esclusivi degli ultimi giorni del cantante accompagnati da interviste esclusive agli investigatori che si occuparono del caso.
Dal 9 aprile 2019 Nove, insieme agli altri canali in chiaro del gruppo, è disponibile anche in streaming sulla piattaforma Dplay.
Nel periodo estivo del 2019 vanno in onda le partite della Nations League di pallavolo della Nazionale italiana.
Nell'autunno 2019 sbarca sul Nove il programma Il supplente già andato in onda su Rai 2, dal 14 ottobre, in access prime time il nuovo game show Deal With It - Stai al gioco condotto da Gabriele Corsi e dal 16 ottobre il nuovo talk show condotto da Daria Bignardi L’assedio.

### Dal 2020 ad oggi
Dal 20 gennaio 2020 debutta Sono le venti, un rotocalco quotidiano condotto da Peter Gomez.
Il 21 aprile 2020 le scritte in sovrimpressione, i vari suffissi e la luminosa furono rimpiccioliti, quest'ultima affiancata dall’intero logo di Discovery Italia.
Il 6 giugno 2022 la luminosa ha assunto la propria colorazione originale, preceduta dal logo della nuova società Warner Bros. Discovery.
Dal 15 ottobre 2023 va in onda Che tempo che fa, il talk show di Fabio Fazio, dopo venti edizioni sulle reti Rai, diventando il programma più seguito nella storia della rete.
Il 18 aprile 2024 viene annunciato che Amadeus entrerà a far parte dei conduttori di Nove conducendo Chissà chi è (in precedenza in onda su Rai 1 col titolo Soliti ignoti) in access prime time e due in prima serata a partire dall'autunno: Suzuki Music Party in onda il 22 settembre con la co-conduzione di Ilenia Pastorelli e La Corrida.
Il 12 luglio 2024 viene annunciato l'arrivo di Belén Rodríguez che condurrà Only Fun – Comico Show al posto di Elettra Lamborghini.
Il 26 gennaio 2025 viene trasmessa in chiaro la finale dell'Australian Open tra Jannik Sinner e Alexander Zverev. L'incontro registra 2.354.000 spettatori con oltre il 22% di share.
Il 30 aprile 2025 viene trasmessa in chiaro la semifinale di UEFA Champions League Barcellona-Inter, grazie a un accordo con Prime Video. L’evento segna un record assoluto per la rete con 5.613.000 telespettatori e il 27,50% di share.
Tra il mese di maggio e giugno 2025, vengono lanciati due nuovi programmi condotti da Amadeus: Like a Star e The Cage - Prendi e scappa con Giulia Salemi nel ruolo di valletta.
L'8 giugno 2025, poi, viene trasmessa in chiaro la finale degli Open di Francia tra Jannik Sinner e Carlos Alcaraz. L'incontro registra 3.612.000 spettatori col 27,4% di share.

## Modalità di trasmissione
Il canale trasmette 24 ore su 24 ed è visibile gratuitamente nelle seguenti modalità:
- via satellite: sulla flotta satellitare Hot Bird, in modalità FTV su Sky Italia e su Tivùsat in alta definizione.
- sul digitale terrestre: sul mux Persidera 1 sui canali 9, 109 e 509 (tutti in HD).

Il 7 giugno 2016 cessano le trasmissioni della versione timeshift +1.
Dal 5 gennaio 2017 nasce la versione HD (alta definizione) all'LCN 509 del digitale terrestre (in HD nativo solo dal 23 con il cambio di emissione).
Dal 16 febbraio è disponibile via satellite il canale Nove HD, visibile con smartcard Sky Italia e Tivùsat in modalità Free to view (non salvato sulle LCN di nessuna delle due emittenti).
Dal 27 il canale in HD viene inserito nella numerazione di Tivùsat e dal 1º marzo si trova all'LCN 149 i Sky Italia per i decoder Sky HD, mentre il canale in SD viene spostato all'LCN 199.
Il 26 ottobre 2018 la versione HD viene eliminata sul digitale terrestre, rimanendo visibile solo via satellite.
Il 1º dicembre 2020 sul satellite la SD viene eliminata, il Nove rimane disponibile esclusivamente in HD.
Dall'8 marzo 2022 la versione in alta definizione del canale torna anche sul digitale terrestre, questa volta all'LCN 9 al posto di quella base, mentre dal 30 settembre successivo, diventa visibile anche sugli LCN 109 e 509, sostituendo definitivamente quella in SD.

## Palinsesto
Il palinsesto del canale è caratterizzato dalla forte presenza di produzioni originali realizzate dai canali internazionali appartenenti al gruppo Discovery Communications. Sono inoltre presenti numerose repliche di programmi già trasmessi dagli altri canali italiani free di Discovery come DMAX e Real Time ma non mancano le esclusive assolute.

### Intrattenimento
- Best Weekend (dal 2024)
- Cash or Trash - Chi offre di più? (dal 2021)
- Che tempo che fa (dal 2023, prima su Rai 3)
- Che tempo che farà (dal 2023, prima su Rai 2)
- Comedy Match (dal 2024)
- Fratelli di Crozza (dal 2017)
- Il contadino cerca moglie (dal 2021)
- La Corrida (dal 2024, prima su Rai 1)
- Little Big Italy (dal 2018)
- Only Fun – Comico Show (dal 2022)
- Alta infedeltà (2015-2018, dal 2021)
- The Cage - Prendi e scappa (dal 2025)

### Informazione
- Accordi & disaccordi (dal 2018)
- TG Nove (dal 2016)
- IlMeteo (dal 2024)

### Programmi musicali
- Like a Star (dal 2025)
- Don't Forget the Lyrics! - Stai sul pezzo (dal 2022)
- Suzuki Music Party (dal 2024)

### Sport
- Serie A di pallacanestro maschile
- Supercoppa italiana di pallacanestro maschile

#### Eventi passati
- Australian Open (finale 2025)
- UEFA Champions League (semifinale 2025)
- French Open (finale 2025)

## Ascolti

### Share mensile
Dati Auditel relativi al giorno medio mensile sul target individui 4+.
Nota: da maggio 2022 sono cambiati i criteri di valutazione degli ascolti.
|      | Gen   | Feb   | Mar   | Apr   | Mag   | Giu   | Lug   | Ago   | Set   | Ott   | Nov   | Dic   | Media anno |
| ---- | ----- | ----- | ----- | ----- | ----- | ----- | ----- | ----- | ----- | ----- | ----- | ----- | ---------- |
| 2015 | -     | -     | -     | -     | -     | 0,44% | 0,94% | 0,97% | 0,92% | 0,90% | 0,88% | 0,95% | 0,80%      |
| 2016 | 0,89% | 0,85% | 0,91% | 0,86% | 0,94% | 1,07% | 1,18% | 1,17% | 1,03% | 0,99% | 1,05% | 1,14% | 1,00%      |
| 2017 | 1,18% | 1,14% | 1,34% | 1,35% | 1,42% | 1,47% | 1,41% | 1,73% | 1,49% | 1,45% | 1,42% | 1,49% | 1,40%      |
| 2018 | 1,43% | 1,34% | 1,41% | 1,36% | 1,26% | 1,41% | 1,62% | 1,73% | 1,45% | 1,44% | 1,46% | 1,46% | 1,45%      |
| 2019 | 1,45% | 1,36% | 1,46% | 1,56% | 1,57% | 1,63% | 1,74% | 1,98% | 1,65% | 1,68% | 1,77% | 1,65% | 1,61%      |
| 2020 | 1,62% | 1,39% | 1,47% | 1,61% | 1,65% | 1,75% | 1,89% | 2,00% | 1,83% | 1,76% | 1,77% | 1,74% | 1,71%      |
| 2021 | 1,72% | 1,69% | 1,64% | 1,75% | 1,69% | 1,76% | 1,76% | 1,99% | 1,82% | 1,65% | 1,60% | 1,62% | 1,72%      |
| 2022 | 1,52% | 1,51% | 1,62% | 1,69% | 1,81% | 1,95% | 2,11% | 2,14% | 2,00% | 1,92% | 1,87% | 1,75% | 1,80%      |
| 2023 | 1,77% | 1,64% | 1,81% | 1,83% | 1,74% | 1,75% | 1,88% | 2,08% | 1,97% | 2,28% | 2,45% | 2,15% | 1,95%      |
| 2024 | 2,20% | 2,24% | 2,49% | 2,28% | 2,24% | 2,00% | 2,18% | 2,33% | 2,38% | 2,32% | 2,45% | 2,55% | 2,30%      |
| 2025 | 2,24% | 2,23% | 2,39% | 2,41% | 2,19% | 2,54% |       |       |       |       |       |       |            |

## Direttori
| Nome           | Periodo   |
| -------------- | --------- |
| Laura Carafoli | 2015-2016 |
| Aldo Romersa   | dal 2016  |

## Loghi

1º febbraio 2015 - 21 febbraio 2016
22 febbraio - 2 ottobre 2016
3 ottobre 2016 - 22 gennaio 2017
In uso dal 23 gennaio 2017